# Barbie (personaggio)
Barbie, il cui nome esteso è Barbara Millicent Roberts, è un personaggio immaginario basato sull'omonima linea di bambole della Mattel, protagonista di numerosi media, quali cinema, televisione, fumetti, dischi, dischetti per stereoscopio View-Master, videogiochi e altro, ambientati nel suo universo.

## Biografia del personaggio
Barbie ha frequentato la Willows High School nella sua cittadina natale, Willows (Wisconsin) e la Manhattan International High School a New York (ispirata alla reale Stuyvesant High School). Parla 50 lingue ma non ha mai conseguito una laurea. Ha traslocato più volte e svolto le professioni più disparate. Barbie ha avuto 38 animali: tra essi vi sono stati gatti, cani, cavalli, un panda, un cucciolo di leone e persino una zebra e un'orca. Ha guidato decappottabili rosa, camper e molti altri veicoli. Possiede un brevetto di volo per aerei commerciali, sui quali ha lavorato anche come hostess.
Il 12 agosto 2004 Barbie ha annunciato la sua campagna elettorale per diventare presidente degli Stati Uniti, rappresentando il Partito delle Ragazze, con un vero e proprio programma messo per iscritto dalla Mattel.
Non è mancata una Barbie astronauta, uscita negli anni '80 con ottimi riscontri di vendite; nel 2021 la Mattel ne ha prodotto una nuova versione, avente stavolta il volto di una donna reale, quello dell'astronauta Samantha Cristoforetti, la prima italiana inserita negli equipaggi dell'Agenzia Spaziale Europea. Nello stesso anno è stata lanciata una Barbie con le fattezze della biologa britannica Sarah Gilbert, divenuta nota per aver messo a punto uno dei vaccini contro il COVID-19.

## Filmografia parziale
Nel corso degli anni Barbie è stata protagonista di una prolifica serie di film d'animazione e di serie animate a lei dedicate.

### Cinema
- Toy Story 2 - Woody e Buzz alla riscossa (Toy Story 2), regia di John Lasseter, Lee Unkrich e Ash Brannon  (1999)
- Kelly Dream Club, regia di Phil Roman - cortometraggio (2002)
- My Scene Goes Hollywood, regia di Eric Fogel - direct-to-video (2005)
- Toy Story 3 - La grande fuga (Toy Story 3), regia di Lee Unkrich (2010)
- Vacanze hawaiiane (Hawaiian Vacation), regia di Gary Rydstrom - cortometraggio (2011)
- Toy Story 4, regia di Josh Cooley (2019)
- Barbie, regia di Greta Gerwig (2023)

### Televisione
- Barbie Rockstar - speciale televisivo (1987)
- Barbie in viaggio nel tempo - speciale televisivo (1987)
- Kelly Dream Club - serie animata, episodi 1x01-1x02 (2002)
- Barbie - Life in the Dreamhouse - webserie (2012)
- Barbie: Vlogger - webserie (2015)
- Barbie Dreamtopia - webserie (2016)
- Barbie LIVE! in the Dreamhouse  - webserie (2017)
- Barbie Dreamhouse Adventures  - webserie (2018)
- Barbie Dreamhouse Adventures - Evviva i Roberts! - webserie (2019)
- Barbie - Siamo in due - webserie (2022)

## Discografia

### Album
- 2002 – Barbie Raperonzolo
- 2004 – Barbie - La principessa e la povera
- 2005 - Barbie Fairytopia
- 2006 – Il diario di Barbie/Charmz
- 2007 – Barbie principessa dell'isola perduta
- 2008 – Barbie e il castello di diamanti
- 2008 – Barbie e il canto di Natale
- 2012 – Barbie - La principessa e la popstar
- 2015 – Barbie Principessa Rock
- 2015 – Barbie e il regno segreto
- Barbie Fairytopia Mermaidia
- Barbie e la Magia di Pegaso
- Barbie e le 12 principesse danzanti
- Barbie lago dei cigni
- Barbie e lo schiaccianoci

### EP
- 2009 – Barbie e le tre moschettiere
- 2010 – Barbie - La magia della moda
- 2011 – Barbie - L'accademia per principesse
- 2011 – Barbie - Il Natale perfetto
- 2013 – Barbie Mariposa e la principessa delle fate
- 2014 – Barbie - La principessa delle perle
- 2015 – Barbie Super Principessa
- 2016 – Barbie - Avventura stellare
- 2016 – Barbie Dreamtopia
- 2016 – Barbie - Squadra speciale
- 2017 – Barbie - Nel mondo dei videogame
- 2020 – Barbie's Girl Power
- 2020 – Barbie: Princess Adventure
- 2021 – Fashion Runway Dance Party
- 2021 – The Lost Birthday and More! (con Chelsea)
- 2021 – Big City, Big Dreams/Grande Città, Grandi Sogni
- 2022 – Barbie Dream Jobs
- 2022 – It Takes Two/More Barbie siamo in due
- 2022 – It Takes Two/More Barbie siamo in due (Season 2)
- 2022 – Barbie Mermaid Power/Il Potere della Sirena
- 2023 – My First Barbie: Happy DreamDay/Buona Festa dei Sogni
- 2023 – Barbie:Skipper & The Big Babysitting Adventure (con Skipper)
- 2023 – Barbie:EXTRA
- 2023 – Barbie: A Touch of Magic
- 2023 – Snow Day with Barbie
- 2024 – Barbie and Stacie to the Rescue/Stacie missione salvataggio

### Singoli
- 2011 – Can You Keep A Secret? (Barbie - Il segreto delle fate)
- 2012 – Do the Mermaid (Barbie e l'avventura nell'oceano 2)
- 2012 – Life in the Dreamhouse (Barbie - Life in the Dreamhouse)
- 2013 – Keep on Dancing (Barbie e le scarpette rosa)
- 2013 – You're the One
- 2015 – The Greatest Day (con Chelsea) (Barbie e il tesoro dei cuccioli)
- 2015 – Barbie Dreamhouse Adventure (Barbie Dreamhouse Adventures)
- 2016 – Live in the Moment (con Chelsea) (Barbie e la ricerca dei cuccioli)
- 2017 – Treasure (con Chelsea) (Barbie - La magia del delfino)
- 2021 – It's a Birthday
- 2021 – Sisters
- 2021 – Dreamhouse Dance Party
- 2021 – Summertime Fun!
- 2021 – Barbie: Jingle Bells
- 2022 – Flip the Script (Barbie: Epic Road Trip)
- 2023 – Believe
- 2023 – A Touch of Magic
- 2023 – It's Halloween Time
- 2023 – Welcome to the Dreamhouse
- 2023 – POP Reveal (Best Day of Our Lives)
- 2024 – Trailblazing

## Altri media

### Dischetti View-Master (parziale)
- Barbie in giro per il mondo a.k.a. Barbie around the World Trip (Sawyer's e GAF, B500, 1965)
- Barbie's Great American Photo Race (GAF, B576, 1973)
- Superstar Barbie (GAF, J-70, 1978)
- Barbie and The Rockers (View-Master Ideal, 4071, 1986)
- Barbie (Tyco Toys, 35428; Fisher-Price, 1998)
- Barbie Dolls of the World (Fisher-Price, 1999)
- Best of Barbie (Fisher-Price, M8970, 2007)
- Barbie's Best Movies

### Libri (parziale)
- Barbie e lo Schiaccianoci, illustrazioni di Robert Sauber, Mattel, 2001.
- Barbie Pollicina, Cart Junior.

### Videogiochi (parziale)
- Barbie Super Model (DOS, Genesis, SNES, 1993)
- Barbie Vacation Adventure (SNES, 1994)
- Barbie Race and Ride (PlayStation, 1999)
- Barbie Super Sports (PlayStation, Microsoft Windows, 1999)
- Detective Barbie: The Mystery Cruise (PlayStation, 2000)
- Barbie Explorer (PlayStation, 2001)
- Barbie Horse Adventures: Wild Horse Rescue (Xbox, PlayStation 2, Game Boy Advance, 2003)
- Barbie - La principessa e la povera (Game Boy Advance, Microsoft Windows, 2004)
- Secret Agent Barbie: Royal Jewels Mission (Game Boy Advance, 2005)
- The Barbie Diaries: High School Mystery (Microsoft Windows, Game Boy Advance, 2006)
- Barbie in le 12 principesse danzanti (PlayStation 2, Nintendo DS, Game Boy Advance, Microsoft Windows, GameCube, Xbox, 2007)
- Barbie principessa dell'isola perduta (PlayStation 2, Wii, Microsoft Windows, Nintendo DS, 2007)
- Barbie sfilata di moda: professione stilista (Nintendo DS, Microsoft Windows, 2008)
- Barbie avventure a cavallo: Scuola di equitazione (Nintendo DS, Wii, Microsoft Windows, PlayStation 2, 2008)
- Barbie e le tre moschettiere (Nintendo DS, Wii, 2009)
- Barbie: Groom and Glam Pups (Nintendo DS, Wii, 2010)
- Barbie Fashionistas in viaggio (Nintendo DS, Wii, 2011)
- Barbie e le sue Sorelle: Salvataggio Cuccioli (Wii, Wii U, Nintendo 3DS, Xbox 360, PlayStation 3, Microsoft Windows, 2015)